# 한국출판학회
한국출판학회는 출판의 학문적 조사연구, 학문과 출판문화 발전을 목적으로 1991년 5월 13일 설립된 대한민국 문화체육관광부 소관의 사단법인이다. 사무실은 서울특별시 용산구 효창동 5-104 일진빌딩 2층에 있다.

## 주요 사업
- 학술연구 발표회 및 강연회 개최
- 학술적 연구 및 조사